# Lupe Fiasco’s The Cool
Lupe Fiasco’s The Cool (znany również jako The Cool) to drugi studyjny album amerykańskiego rapera Lupe Fiasco wydany 18 grudnia 2007. Na albumie pojawili się tacy artyści jak Snoop Dogg, Matthew Santos, Gemini czy zespół Unkle. Album ten zyskał bardzo przychylne opinie krytyków muzycznych. W Billboard 200 zadebiutował na 14. pozycji, a w drugim tygodniu przeskoczył na 4. Otrzymał również "Złoto" nadane przez RIAA. The Cool został również nominowany do Grammy Awards w 2009 w czterech kategoriach, między innymi jako Best Rap Album.

## Lista utworów
Opracowano na podstawie źródła:
| #  | Tytuł                                           | Autor tekstu                                                         | Producent                      | Długość |
| -- | ----------------------------------------------- | -------------------------------------------------------------------- | ------------------------------ | ------- |
| 1  | "Baba Says Cool for Thought" (Feat. Iesha Jaco) | Jaco, Ayesha                                                         | Ayesha Jaco                    | 0:46    |
| 2  | "Free Chilly" (Feat. Sarah Green & Gemini)      | Lupe Fiasco                                                          | Soundtrakk                     | 1:02    |
| 3  | "Go Go Gadget Flow"                             | Lupe Fiasco/Soundtrakk                                               | Soundtrakk                     | 4:10    |
| 4  | "The Coolest"                                   | Paultre, Chris/Braxton, Derrick/Lupe Fiasco                          | Chris & Drop                   | 5:12    |
| 5  | "Superstar" (Feat. Matthew Santos)              | Lupe Fiasco/Soundtrakk/Prince Ben                                    | Soundtrakk                     | 4:48    |
| 6  | "Paris, Tokyo"                                  | Deodato, Eumir/Lupe Fiasco/Soundtrakk                                | Soundtrakk                     | 4:30    |
| 7  | "Hi-Definition" (Feat. Snoop Dogg & Pooh Bear)  | Broadus, Cordozar Calvin/Shuckburgh, Alexander/Pooh Bear/Lupe Fiasco | Al Shux                        | 3:51    |
| 8  | "Gold Watch"                                    | Paultre, Chris/Braxton, Derrick/Lupe Fiasco                          | Chris & Drop                   | 4:12    |
| 9  | "Hip-Hop Saved My Life" (Feat. Nikki Jean)      | Lupe Fiasco/Jean, Nikki/Soundtrakk                                   | Soundtrakk                     | 4:02    |
| 10 | "Intruder Alert" (Feat. Sarah Green)            | Lupe Fiasco/Soundtrakk                                               | Soundtrakk                     | 4:00    |
| 11 | "Streets on Fire" (Feat. Matthew Santos)        | Paultre, Chris/Braxton, Derrick/Lupe Fiasco                          | Chris & Drop                   | 4:40    |
| 12 | "Little Weapon" (Feat. Bishop G & Nikki Jean)   | Stump, Patrick/Lupe Fiasco/Bishop G                                  | Patrick Stump                  | 4:06    |
| 13 | "Gotta Eat"                                     | Lupe Fiasco/Soundtrakk                                               | Soundtrakk                     | 3:24    |
| 14 | "Dumb It Down" (Feat. Gemini & Graham Burris)   | Lupe Fiasco/Prince Ben/Soundtrakk                                    | Soundtrakk                     | 4:03    |
| 15 | "Hello/Goodbye (Uncool)" (Feat. Unkle)          | File, C./Goss, J./Homme, J./Lavelle, J./Lupe Fiasco                  | Lupe Fiasco, Chris Goss, Unkle | 4:26    |
| 16 | "The Die" (Feat. Gemini)                        | Gemini/Lupe Fiasco/Soundtrakk                                        | Soundtrakk                     | 3:23    |
| 17 | "Put You on Game"                               | Simonsayz/Lupe Fiasco                                                | Simonsayz                      | 3:02    |
| 18 | "Fighters" (Feat. Matthew Santos)               | Messie/Lupe Fiasco                                                   | Le Messie                      | 3:33    |
| 19 | "Go Baby" (Feat. GemStones)                     | Gemini/Lupe Fiasco/Soundtrakk                                        | Soundtrakk                     | 3:36    |
| 20 | "Blackout" (utwór dodatkowy)                    | Lupe Fiasco/Soundtrakk                                               | Soundtrakk                     | 4:03    |

## Notowania
| Notowanie (2008)                      | Pozycja | Certyfikat RIAA | Sprzedaż |
| ------------------------------------- | ------- | --------------- | -------- |
| Australian ARIA Albums Chart          | 44      |                 |          |
| French Albums Chart                   | 129     |                 |          |
| Irish Albums Chart                    | 24      |                 |          |
| Swiss Albums Chart                    | 93      |                 |          |
| U.S. Billboard 200                    | 14      | Złoto           | 500,000+ |
| U.S. Billboard Top R&B/Hip-Hop Albums | 4       | Złoto           | 500,000+ |
| U.S. Billboard Top Rap Albums         | 1       | Złoto           | 500,000+ |
| UK Albums Chart                       | 7       |                 |          |

## Historia wydań
| Kraj              | Data             |
| ----------------- | ---------------- |
| Stany Zjednoczone | 18 grudnia 2007  |
| Kanada            | 18 grudnia 2007  |
| Wielka Brytania   | 21 stycznia 2008 |
| Japonia           | 3 stycznia 2008  |